# Action des forces opérationnelles
L'Action des forces opérationnelles (AFO) est un groupe armé islamophobe et nationaliste blanc français fondé en août 2017 par Guy Sibra et Dominique Compain, puis démantelé en juin 2018. Il est soupçonné par la justice française d'avoir planifié des attaques terroristes visant des personnes musulmanes.

## Histoire
Dans un contexte post-attentats du 13 novembre 2015, Guy Sibra, vendeur de matériels militaires déclassés, ancien brigadier-chef des Compagnies républicaines de sécurité et membre des Volontaires pour la France (VPF) d'Antoine Martinez et Yvan Blot, estime que les VPF sont trop légalistes, n'agissent pas assez et ne suffisent plus à agir contre « l'islamisation »,,. Des divergences éclatent lors de la convention nationale des VPF en mai 2017 entre partisans de l'action directe et les autres membres.
En conséquence, Guy Sibra et Dominique Compain fondent avec une vingtaine de personnes l'Action des forces opérationnelles en août 2017 à Barbizon (Seine-et-Marne). L'AFO est au départ la branche armée des VPF. Leurs effectifs finissent par s'élever à une cinquantaine de personnes. L'AFO scissionne des VPF en octobre 2017,, (ou en aurait été exclue selon les VPF) et devient interdite à l'accès aux membres des VPF.
En 2018, des membres de l'Action des forces opérationnelles mènent une opération d'intimidation à l'égard de voisins maghrébins d'une fille de l'un des membres de l'AFO. Durant le mouvement des Gilets jaunes, plusieurs pages Facebook qui contribuent au mouvement sont liées à l'AFO.
L'organisation est démantelée en 2018, après quoi des poursuites judiciaires sont menées contre ses membres.

## Projets d'attaques
Ils projettent l'assassinat d'imams salafistes ou de personnalités telles que l'islamologue Tariq Ramadan et le rappeur Médine,,. Ils projettent également l'empoisonnement de nourriture halal dans les supermarchés,,, la prise d'assaut d'une mosquée de Clichy (Hauts-de-Seine),, des agressions de femmes voilées et d'anciens détenus musulmans,, et de jeter des explosifs dans des véhicules de familles musulmanes. Pour l'historien et politologue Stéphane François, « il s’agissait de se venger des attentats de 2015, mais pas seulement : il s’agissait aussi de combattre l'islam et les musulmans ».

## Organisation
Tous les membres de l'AFO sont encouragés à adopter un pseudonyme et à utiliser une messagerie cryptée,,.
Adeptes du survivalisme, les membres de l'AFO organisent des zones de repli dans lesquelles ils stockent de la nourriture et des produits de première nécessité. Ils mettent en place divers codes d'alerte afin d'évaluer la situation de catastrophe et de prendre les mesures nécessaires en fonction. Ils organisent également des stages survivalistes lors desquels sont enseignés l'utilisation d'armes à feu et de l'arbalète, l'apprentissage de techniques pour déjouer la surveillance policière, la fabrication de napalm et d'explosifs, des techniques militaires de combat ou une formation juridique en cas de garde à vue,,.

### Structure
L'AFO est structurée en trois cercles, chacun nommé d'après une couleur. Les membres du cercle « blanc » fournissent une aide logistique à l'organisation, ceux du cercle « gris » forment des recrues et donnent leur appui pour les actions du groupe, et ceux du cercle « noir » doivent passer à l'action. Les membres de ce dernier cercle, constitué d'une dizaine de personnes, sont clandestins et les autres membres de l'AFO ne connaissent pas leur identité. Ayant pour modèle le Service d'action civique, elle est structurée en cellules locales, sous le contrôle de cellules régionales qui elles-mêmes rendent compte à la structure nationale,,. La cellule francilienne de l'AFO est notablement active.

### Recrutements
Les membres sont recrutés parmi d'autres moyens via Internet, sur les sites Guerredefrance.fr et Réveil patriote, ainsi que parmi les clubs de tir sportif et au sein des Volontaires pour la France. En 2018, l'AFO cherche à recruter des membres parmi les milieux policiers, militaires et de la chasse,.

### Composition de l'organisation
Le groupe compte plusieurs anciens militaires, des réservistes et des policiers,. Selon l'historien Nicolas Lebourg, une large partie des membres sont seniors et fortunés. Selon le politologue Jean-Yves Camus, « ses membres fonctionnent selon le principe « soldat un jour, soldat toujours ! » Des années, voire des décennies après avoir quitté l'uniforme, ils s'imaginent toujours investis d'une mission sacrée, qui serait de sauver la France... ».

## Affaire judiciaire
La cellule est repérée par la Direction générale de la Sécurité intérieure (DGSI) en février 2018,. En juin 2018, suivant l'infiltration du groupe par un agent de la DGSI et la découverte d'entraînements au lancer de grenades en forêt, dix membres de l'AFO sont interpellés,,. Des dizaines d'armes à feu et des milliers de munitions sont retrouvées lors de perquisitions, y compris des éléments servant à fabriquer des explosifs de type TATP,,. En juillet 2018, deux autres membres sont arrêtés. Cependant, faute de charges suffisantes la plupart des membres sont remis en liberté et placés sous contrôle judiciaire.
En juin 2019, un autre membre de l'AFO, également diplomate de l'ambassade de France au Salvador, est inculpé pour son appartenance au groupe. Il est accusé d'avoir voulu utiliser la valise diplomatique pour faire transiter des armes et de l'équipement depuis l'Amérique du Sud. En octobre 2019, une autre personne est mise en examen dans le dossier.
En mai 2023, le Parquet national antiterroriste (Pnat) requiert un procès pour 15 personnes membres de l'AFO soupçonnées d'association de malfaiteurs terroristes entre 2017 et 2018, et d'un autre membre de l'AFO pour infractions à la législation sur les armes ou les explosifs. Il s'agit alors du dossier d'extrême droite violente le plus important présenté devant la justice française,,.
Certains accusés ont pour conseils d'anciens avocats de terroristes islamistes. Le procès s'ouvre le 10 juin 2025 au tribunal correctionnel de Paris. Le procureur requiert de la prison et des amendes pour tous les accusés, à exécuter sous bracelet électronique pour la majorité d'entre eux, mais aussi l'interdiction d'exercer des fonctions publiques et l'inscription au fichier terroriste (notamment pour l'ex-diplomate). Les plaidoiries des avocats de la défense ont lieu début juillet et le jugement est mis en délibéré à l'automne 2025.

## Idéologie
Islamophobe,, l'AFO se conçoit comme une force de résistance face à ce qu'elle perçoit comme le « péril islamique » et s'oppose explicitement aux musulmans,. Elle est classée à l'extrême droite de l'échiquier politique,,. Désirant construire des communautés « blanches », l'AFO est également nationaliste blanche, bien que les historiens Nicolas Lebourg et Marlène Laruelle notent que l'AFO ne mobilise pas les références de cette idéologie, s'autoproclamant plutôt gaullistes,. Elle est également classifiée comme identitaire,.
Ses membres ont peur du « grand remplacement », qu'ils envisagent à la fois dans sa dimension islamophobe et dans sa version complotiste antisémite. Ils pensent que les attentats de 2015 en France se sont opérés dans la continuité de la guerre d'Algérie et croient à l'imminence d'une guerre civile ethnique, estimant qu'un conflit civilisationnel est en cours depuis les attentats du 11 septembre 2001,,. Le Pnat et Le Monde la considèrent comme appartenant à la tendance politique accélérationniste,. Nicolas Lebourg qualifie également l'AFO de « populiste radicalisée ».
L'organisation considère les « tenants du système islamique », les « Africains subsahariens », les « gauchistes » et les « droits-de-l’hommistes » comme ses ennemis. D'après le politologue Jean-Yves Camus, ils considèrent les personnes migrantes comme une cinquième colonne de l'islam.